# Zaans
Het Zaans is een Nederlands dialect dat wordt gesproken in en om de Zaanstreek, in Noord-Holland.

## Kenmerken
Het Zaans is verwant aan het Westfries. 
Het Zaans kent 9 onderdialecten. Veel woorden en uitspraken zijn hetzelfde, maar de toon en uitspraak kunnen onderling duidelijk verschillen. Zo is het Oostzaanse Zaans zeer verschillend van toon en uitspraak ten opzichte van het Zaandamse of Westzaanse Zaans. 
Het Zaans is vaak te herkennen aan:
- de ''z'' uitspreken als ''s''. Zaans, zingen, zitten worden dan Saans, singen, sitten.
- een "ai"-klank bij woorden waar de "ij" of "ei" in voorkomen. Dijk, rijk en rein worden dan daik, raik en rain;
- De ''r'' niet uit kunnen spreken.
- een opvallende melodie, die vaak als "zangerig" wordt beschreven.
- "ui" wordt als "eu" uitgesproken. Tuin wordt dan teun.

## Huidige verspreiding
Heden ten dage wordt er een veel lichtere variant gesproken. Het sterke dialect wordt met name nog door oud-Zaankanters en Zaankanters die het van huis uit meekrijgen gesproken.

## Invloed op het Algemeen Nederlands
Kenmerkende Zaanse woorden zoals "doeg" en "doei" zijn in heel Nederland en Suriname bekend, ook al spreekt men van origine in het Zaanse van "dug".

## Woordenboek
Van het Zaans is door Dr. Gerrit Jacob Boekenoogen in het kader van zijn dissertatie een lijvig woordenboek van 1368 pagina's geschreven: De Zaansche volkstaal. Bijdrage tot de kennis van den woordenschat in Noord-Holland (Leiden, 1897). De derde geheel herziene druk is aangevuld en bewerkt door Klaas Woudt, en verscheen in 2004.